# فالست
فالسیت (به اسپانیایی: Falset) یک منطقهٔ مسکونی در اسپانیا است که در پرورات واقع شده‌است. فالسیت ۳۱٫۶ کیلومتر مربع مساحت دارد.